# Großsteingrab Onsved Marker 3
Das Großsteingrab Onsved Marker 3 ist eine megalithische Grabanlage der jungsteinzeitlichen Nordgruppe der Trichterbecherkultur im Kirchspiel Skuldelev in der dänischen Kommune Frederikssund.

## Lage
Das Grab liegt nördlich von Onsved auf einer Wiese westlich des Vangevej. In der näheren Umgebung gibt bzw. gab es mehrere weitere megalithische Grabanlagen.

## Forschungsgeschichte
In den Jahren 1873 und 1942 führten Mitarbeiter des Dänischen Nationalmuseums Dokumentationen der Fundstelle durch. Eine weitere Dokumentation erfolgte 1989 durch Mitarbeiter der Forst- und Naturbehörde.

## Beschreibung
Die Anlage besitzt eine nord-südlich orientierte rechteckige Hügelschüttung, über deren Maße leicht unterschiedliche Angaben vorliegen. Der Bereich von 1873 nennt eine Länge von 40 m und eine Breite von 10 m. Der Bericht von 1942 nennt hingegen eine Länge von nur 30 m und eine Breite zwischen 10 m und 11 m. Die Höhe des Hügels beträgt 1,6 m. Von der Umfassung waren 1873 noch 55 Steine erhalten, 1942 hingegen nur noch 37: 16 an der westlichen und 19 an der östlichen Langseite sowie zwei an der südlichen Schmalseite. Die Steine an den Schmalseiten sind bzw. waren größer als die an den Langseiten.
Im Hügel liegen drei Grabkammern, die alle als Urdolmen anzusprechen sind. Die erste liegt 14 m vom Südende des Hügels entfernt. Sie ist westnordwest-ostsüdöstlich orientiert und hat einen leicht trapezförmigen Grundriss. Sie hat eine Länge von 2,1 m und eine Breite von 0,7 m im Osten bzw. 0,9 m im Westen. Die Kammer besitzt drei Wandsteine; die Westseite ist offen. Der Deckstein fehlt.
Die mittlere Kammer liegt 20 m vom Südende des Hügels. Sie ist nord-südlich orientiert und hat einen rechteckigen Grundriss. Sie hat eine Länge von 1,6 m und eine Breite von 0,7 m. Die Kammer besteht aus je einem Wandstein an jeder Seite. Einer der Steine ist gespalten. Auch hier fehlt der Deckstein.
Die dritte Kammer liegt etwa 29 m vom Südende des Hügels. Sie ist ost-westlich orientiert und hat einen rechteckigen Grundriss. Zu ihren Maßen liegen keine Angaben vor. Die Kammer besteht aus drei Wandsteinen. An der offenen Ostseite befindet sich ein Schwellenstein. Auf den Wandsteinen liegt ein Deckstein auf. Um die Kammer herum wurden Rollsteine und gebrannter Feuerstein festgestellt.